# Autopista ferroviaria

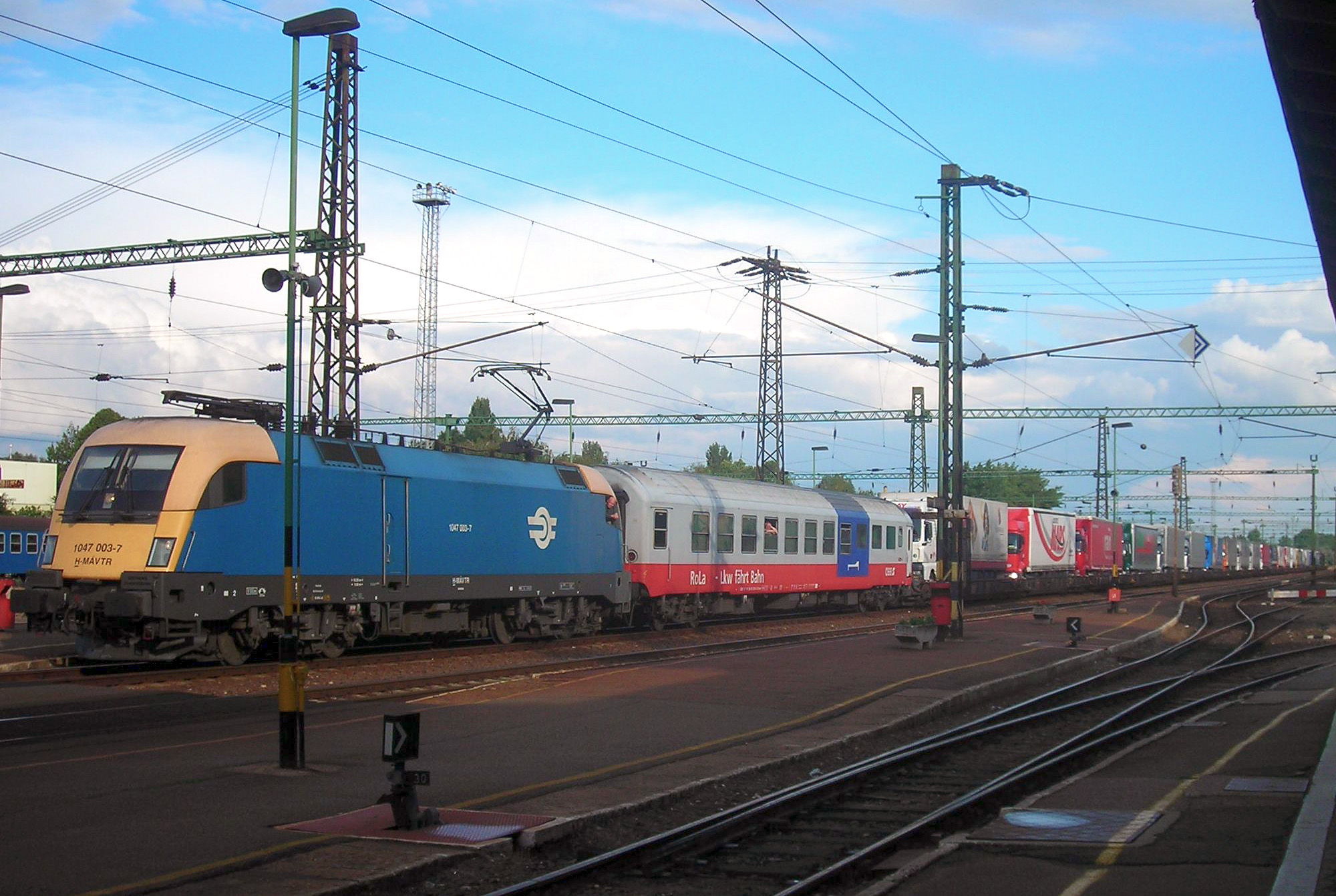
Tren perteneciente a una autopista ferroviaria en Hungría.

Una autopista ferroviaria es un sistema de transporte intermodal que consiste en una línea lanzadera de ferrocarril destinada al transporte de camiones, remolques y semirremolques. Los camiones recorren por carretera el trayecto hasta el inicio de la autopista ferroviaria, se montan en vagones especiales, y son descargados en la estación final para continuar por carretera a destino.
Tiene como fin aunar las ventajas de economía y seguridad del ferrocarril y de acceso directo hasta el destino del transporte por camión.
El concepto de autopista ferroviaria se distingue del simple transporte de camiones por ferrocarril, o de contenedores, en que se trata de una ruta fija entre dos estaciones especialmente preparadas para este servicio. La compañía ferroviaria se encarga exclusivamente del transporte durante la autopista ferroviaria, siendo ajena a la logística del camión antes y después del tramo ferroviario.
Las autopistas ferroviarias se establecen por diversos motivos, como aumentar la cuota de transporte por ferrocarril transportando parcialmente aquellas mercancías que requieren de un camión, o servir de ruta alternativa que evite la circulación de camiones por rutas peligrosas, como las cadenas montañosas.

## Historia
El primer servicio de autopista ferroviaria tuvo lugar en Francia en 1936 mediante la simple medida de reducir la altura de los camiones a unas dimensiones aptas para los gálibos existentes. Tras la Segunda Guerra Mundial comienzan a funcionar la Autopista Ferroviaria Alpina (AFA), Lorry-Rail (Autopista ferroviaria Perpiñán-Luxemburgo) y el Eurotúnel. En 2012 SNCF crea el operador VIIA, que amplía la gestión de líneas con las autopistas Obassano (Turín) – Puerto de Calais, Barcelona – Bettembourg (Luxemburgo) y Mâcon – Le Boulou y Mâcon – Calais. Por su parte, CargoBeamer opera las autopistas Kaldenkirchen (Alemania) – Domodossola (Italia), Puerto de Calais – Perpiñán (Francia), y Neuss (Alemania) – Perpiñan (Francia).
En España,en 1988, se puso en marcha un servicio entre Madrid (Abroñigal) y Barcelona (Granollers) por la empresa de transportes Giribets, que fue cancelado dos años después, tras sufrir un accidente. En 2024 se inauguró la primera autopista ferroviaria moderna, entre el puerto de Valencia y Madrid, operada por Tramesa.

## Características técnicas
El factor limitante es el tamaño de los camiones, pues la mayoría de las infraestructuras ferroviarias no tienen el gálibo suficiente para permitir el transporte de camiones de las dimensiones autorizadas en la carretera (en Europa: un máximo de 40 t y 4,20 m de altura sobre la carretera).

## Carga y descarga
Hay dos modalidades de carga y descarga de los camiones, remolques y semirremolques en el ferrocarril:
- Sistemas horizontales, denominados Ro-Ro.
- Sistemas verticales, denominados Lo-Lo.

### Sistemas horizontales
Los sistemas horizontales (Ro-Ro) más utilizados son:
- Vagones de plataforma baja entre los bogies con ruedas de tamaño normal y con caja que gira 30° para permitir lateralmente la carga del vehículo de carretera.[3] Es el principio del vagón Modalohr, que es utilizado en el túnel alpino de Le Fréjus (autopista ferroviaria de 170 km entre Francia e Italia) y en la autopista ferroviaria de 1060 km entre Bettembourg en Luxemburgo y Le Boulou, cerca de Perpiñán.[4]
- Sistema CargoBeamer

### Sistemas verticales
Los sistemas verticales (Lo-Lo) más utilizados son:
- Vagones poche. Un tipo de vagón canguro que tiene diferentes versiones:
  - T1 Sdgkms  707  ex Skss-z  707  (1973) de 16,44 metros (18,0 yd) y  carga útil dd 33 toneladas (33 000 kg),
  - T3 Sdgmns  743  (1990s) de 18,34 metros (20,1 yd), carga útil 62,5 toneladas (62 500 kg) (contenedores) para 20,4 toneladas (20 400 kg) de tara [5]
  - T4: este tipo de 18,28 metros (20,0 yd) admite una carga útil de 69 toneladas (69 000 kg) (contenedores) o 38 toneladas (38 000 kg) (semirremolque),
  - Sdggmrs  744  / Sdggmrs  739 : son vagones articulados de 3 bogies; la serie 739 es adecuada para 140 kilómetros por hora (87,0 mph),
  - T2000 Sdggmrss  736 
  - Variante T3000 optimizada para remolques Mega-tráiler de 3 metros (3,3 yd) de altura interna.
- NiKraSa (del idioma alemán “Nicht-kranbare Sattelauflieger”).
- ISU (del idioma alemán “Innovativer Sattelauflieger Umschlag”)